# Thần Nông Giá
Thần Nông Giá (giản thể: 神农架林区; phồn thể: 神農架林區; bính âm: Shénnóngjià Línqū) là lâm khu (tương đương với cấp huyện) duy nhất tại Trung Quốc, nằm ở phía tây bắc của tỉnh Hồ Bắc. Lâm khu không trực thuộc địa cấp thị nào của tỉnh mà trực tiếp thuộc tỉnh. Nó có diện tích 3.253 kilômét vuông (1.256 dặm vuông Anh) và ước tính dân số năm 2007 là 74.000 người. Dân cư trong lâm khu chủ yếu là người Hán (95%), 5% còn lại chủ yếu là người Thổ Gia. Vườn quốc gia Hồ Bắc Thần Nông Giá là một phần của lâm khu này. Năm 2016, Hồ Bắc Thần Nông Giá được UNESCO công nhận là Di sản thế giới.

## Địa lý và tự nhiên

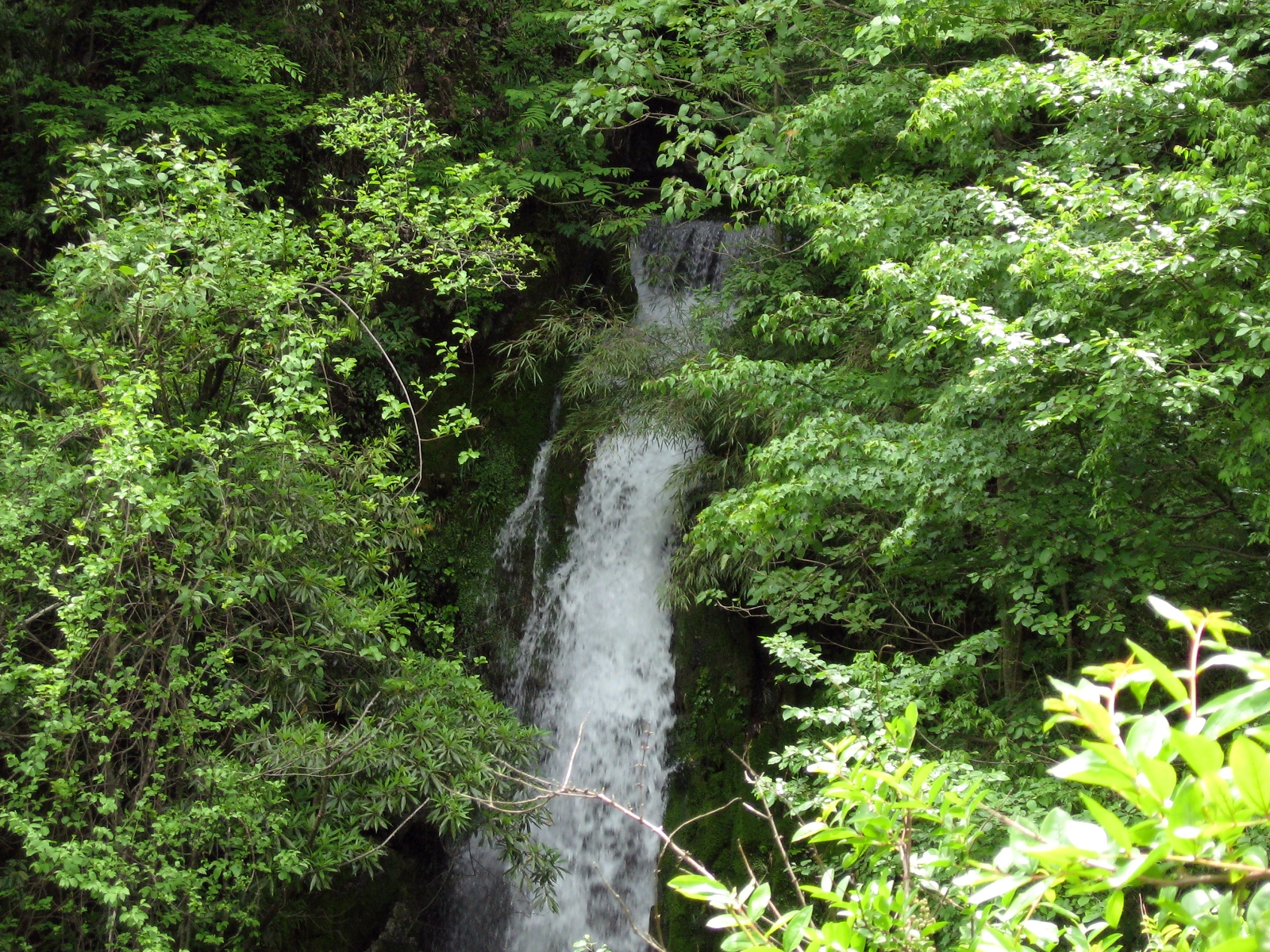
Quang cảnh rừng ở Thần Nông gia

Lâm khu Thần Nông Giá được lấy tên theo khối núi Thần Nông Giá, thường được coi là đoạn phía đông và cao nhất của Dãy núi Đại Ba và nằm trong khu bảo tồn của dãy núi này. Một số ngọn núi cao nhất tại Hồ Bắc cũng nằm trên dãy núi Đại Ba đều nằm ở lâm khu.
Khối núi Thần Nông Giá chia lâm khu thành hai phần: phần trung tâm và phía bắc thuộc lưu vực của Hán Thủy (một phụ lưu của Trường Giang và nhập vào dòng chính ở Vũ Hán), trong khi phần phía nam chảy ra Trường Giang một cách trực tiếp hơn qua những con suối nhỏ như suối Thần Nông.
Thần Nông Giá là nơi có 3183 loài thực vật có mạch bậc cao, 927 loài nấm và địa y, hơn 1800 loài cây thuốc nó được biết đến như là "vườn y học tự nhiên". Về động vật, nơi đây có 493 loài động vật có xương sống, trong đó có 75 loài thú, 308 loài chim, 40 loài bò sát, 23 loài cá, 4.143 loài côn trùng. Trong số trên có 73 loài được liệt kê trong sách đỏ Trung Quốc. Thần Nông Giá là nhà của loài Voọc mũi hếch vàng quý hiếm chỉ được tìm thấy tại một vài khu vực của Tứ Xuyên, Trùng Khánh, Thiểm Tây, Cam Túc và Hồ Bắc. Ước tính số lượng loài này trong lâm khu đã được báo cáo là tăng từ giai đoạn 1990 đến 2005 là từ 500 lên trên 1200 cá thể. Một khu vực rộng 100 km vuông được bảo vệ đặc biệt như là nhà cho loài linh trưởng nguy cấp này. Thần Nông Giá cũng là một địa điểm được quan tâm của các nhà cổ sinh vật học được mô tả như là địa điểm giàu có về các hóa thạch đứng thứ hai chỉ sau Di chỉ người Bắc Kinh tại Chu Khẩu Điếm.

## Hành chính
Thần Nông Giá được coi là một lâm khu (林区) chứ không phải là quận huyện cấp thành phố, tỉnh thông thường và nó cũng chịu sự quản lý trực tiếp từ tỉnh chứ không phải địa cấp thị của Hồ Bắc. Tuy nhiên điều này không phải là duy nhất đối với Thần Nông Giá mà Hồ Bắc cũng còn có 3 thành phố cấp huyện nhưng trực thuộc tỉnh là Tiên Đào, Thiên Môn và Tiềm Giang. Lâm khu được thành lập năm 1970 từ những diện tích các huyện lân cận là Ba Đông, Hưng Sơn và Phòng. Thần Nông Giá được chia thành 5 trấn, 2 hương và 1 hương dân tộc. Trung tâm của lâm khu đặt tại trấn Tùng Bách nằm ở phía bắc của Thần Nông Giá, còn trung tâm du lịch nằm tại Mộc Ngư.

### Trấn
- Tùng Bách (松柏镇)
- Dương Nhật (阳日镇)
- Hồng Bình (红坪镇)
- Mộc Ngư (木鱼镇)
- Tân Hoa (新华镇)

### Hương
- Tống Lạc (宋洛乡)
- Cửu Hồ (九湖乡)

### Hương dân tộc
- Hương dân tộc Thổ Gia Hạ Cốc Bình (下谷坪土家族乡)